# Майски закони
Майските закони са група закони, отнасящи се до руските евреи в пределите на Руската империя и въведени от цар Александър III на 15 май 1882, и останали в сила до 1914. Те засилват политиката на системна дискриминация на евреите, започната със създаването на Линията на уседналост. На евреите е забранено да живеят в села и в градове с по-малко от 10 000 жители. Наложена е еврейска квота за достъпа на евреи до висше образование и за упражняване на определени професии.
Майските закони са реакция от цареубийството на Цар Освободител. Тази царска политика под формата на „магическа формула“ е приписана постфактум в масовото съзнание и култура на руския юрист и държавник Константин Победоносцев с цел „една трета от евреите да емигрират, една трета да се покръстят, а една трета да умрат от глад“.
В периода от 1881 до 1920 около два милиона евреи напускат Русия, повечето от тях за Съединените щати.